# Penicillium gracilentum
Penicillium gracilentum är en svampart som beskrevs av Udagawa & Y. Horie 1973. Penicillium gracilentum ingår i släktet Penicillium och familjen Trichocomaceae.   Inga underarter finns listade i Catalogue of Life.